# Reinhold Glière
Reinhold Moritzevitsj Glière (Russisch: Рейнгольд Морицевич Глиэр, Rejngold Moritsevitsj Glier) (Kiev, keizerrijk Rusland, 11 januari 1875 – Moskou, 23 juni 1956) was een Russisch componist en muziekpedagoog.

## Levensloop
Reinhold Glière werd geboren als tweede zoon van een naar Kiev geëmigreerde Duitse blaasinstrumentenbouwer Ernst Moritz Glier en zijn uit Polen afkomstige echtgenote Josephine Korczak. Op jeugdige leeftijd kreeg hij vioolles van Adolf Weinberg (1844-1921). Daarna ging hij naar de muziekschool in Kiev en kreeg vioolles van Otakar Ševčík en bij E. A. Ryb, een leerling van Nikolaj Rimski-Korsakov, had hij les in piano, muziektheorie en compositie. In 1894 vertrok hij naar Moskou en studeerde er aan het conservatorium van Moskou, onder andere bij Anton Arenski, Sergej Tanejev, Georgi Konius en Michail Ippolitov-Ivanov.
Nadat hij in 1900 succesvol met een gouden medaille voor het vak compositie afgestudeerd was, kreeg hij een baan aan de Russische Academie voor Muziek Gnessin te Moskou, waar hij tot 1913 verbleef. Een onderbreking was alleen maar van 1905 tot 1908 waar hij bij Oskar Fried in Berlijn dirigeren studeerde. In 1913 ging hij terug naar Kiev aan het conservatorium waar hij eerst doceerde en in 1914 tot directeur benoemd werd en aldaar bleef tot 1920. In Kiev was het ook zijn opdracht het conservatorium van een voormalige muziekschool van het keizerlijke muziekgezelschap (IRMS) tot institutie van de nieuwe sovjetmacht te ontwikkelen. In 1920 ging hij naar Moskou en werd professor compositie aan het conservatorium.
Veel van zijn leerlingen, waartoe onder anderen Nikolaj Mjaskovski en Sergej Prokofjev behoorden, ontwikkelden zich tot beroemde componisten. In de Sovjet-Unie bekleedde verschillende openbare posities. In de jaren 1920 werkte hij mee in het Volkscommissariaat voor ontwikkeling en in de jaren van 1938 tot 1948 was hij voorzitter van het organisatiecomité van de componistenvereniging van de Sovjet-Unie. Verder was hij bezig met de verzameling van liederen en volksmuziek uit de Sovjetrepublieken Oezbekistan en Azerbeidzjan en bereisde deze landen daarvoor. Glière was in de Sovjet-Unie een hooggeplaatste persoonlijkheid en werd verschillende malen met ordes gedecoreerd en onderscheiden, o.a. kreeg hij driemaal de Stalinprijs en werd in 1941 tot doctor in de cultuurwetenschappen benoemd.

## Stijl
Glières stijl was vooral schatplichtig aan de nationaal Russische beweging. Melodisch was hij op folkloristische voorbeelden georiënteerd en de harmonie presenteerde zich als Russisch. Na zijn directiestudie in Berlijn bij Oskar Fried betrok Glière ook impressionistische klankkleuren in zijn werken. Ook zijn instrumentatie of orkestratie presenteerde zich sinds de Berlijnse tijd verbeterd en geraffineerder. In deze tijd schreef hij zijn modernste werken. Na de Oktoberrevolutie overwon het Russische element weer het oorspronkelijke en centrale gewicht in zijn werken. Zijn onderzoeken in (muzikaal) verafgelegen gebieden van de Sovjet-Unie beïnvloedden zijn muzikale stijl. Zijn ballet De klaproos wordt als voorbeeld van een echt Russisch getint werk gezien, waarin het propagandistisch doel verbonden is met het folkloristische idioom.

## Composities

### Werken voor orkest
- 1899 1e Symfonie Es-gr.t., opus 8
  1. Andante. Allegro moderato
  2. Allegro molto vivace
  3. Andante
  4. Finale. Allegro
- 1907 2e Symfonie c-kl.t. opus 25
  1. Allegro pesante
  2. Allegro giocoso
  3. Andante con variacioni
  4. Allegro vivace
- 1904-1908 Sireny – De Meerjonkvrouwen f-kl.t. symfonisch gedicht voor groot orkest, opus 33
- 1909-1911 3e Symfonie "Ilya Muromez", opus 42
  1. Wandering Pilgrims – Ilya Murometz and Svyatogor – Andante sostenuto. Allegro risoluto
  2. Solovei the Brigand – Andante
  3. Festival in the Palace of Prince Vladimir the Mighty Sun – Allegro
  4. the Heroic Deeds and Petrification of Ilya Murometz – Allegro tumultuoso – Tranquillo – Maestoso solemne – Andante sostenuto
- 1924/1942 Twee poemes voor sopraan en orkest, opus 60 – tekst: Dmitri Merezjkovski
  1. Leda
  2. Witte swan
- 1921 De Saporoger Kozakken symfonisch schilderij (ballet) naar een schilderij van Ilja Jefimovitsj Repin F-gr.t., opus 64
- 1925 Suite no. 1 en no. 2 uit het ballet "Chrisis" voor orkest, opus 65a en 65b
- 1930 Suite no. 1 en no. 2 uit het ballet "Comedians" voor orkest, opus 68a en 68b
- 1930 Suite no. 1 en no. 2 uit het ballet "De klaproos" voor orkest, opus 70a en 70b
- 1934 Symfonisch Fragment voor orkest
- 1938 Concert voor harp en orkest, opus 74
  1. Allegretto moderato
  2. Thema met variaties – Andante
  3. Allegro giocoso
- 1940 Feest in Fergana ouverture voor groot orkest, D-gr.t., opus 75
- 1941 Zapovit symfonisch gedicht, e-kl.t., opus 73
- 1941 Ouverture op slavische volksthemas F-gr.t., opus 77
- 1941 De vriendschap van de volken ouverture voor orkest, A-gr.t., opus 79
- 1947 Feest-Ouverture voor groot orkest, G-gr.t., opus 72
- 1942-1943 Concert voor coloratursopraan en symfonisch orkest, f-kl.t. – F-gr.t., opus 82
  1. Andante
  2. Allegro
- 1945-1946 Concert voor cello en orkest, opus 87 (aan Mstislav Leopoldovitsj Rostropovitch opgedragen)
  1. Allegro
  2. Andante
  3. Allegro vivace
- 1950 Concertwals voor groot symfonieorkest, opus 90, Deb-gr.t.
- 1950 Concert voor hoorn en orkest, opus 91, Bes-gr.t.
  1. Allegro
  2. Andante
  3. Moderato. Allegro vivace
- 1951-1952 Suite uit het ballet "Taras Bulba" opus 92a
- 1955 Feestlijke ouverture voor groot orkest, D-gr.t., opus 97
- 1956 Concert voor viool en orkest, g-kl.t., opus 100

### Werken voor harmonieorkest
- 1924 Fantasie voor het Festival van de Komintern
- 1924 Marsch van het rode leger
- 1936 Heroische Marsch van de Burjätisch-Mongolische A.S.S.R. C-gr.t., opus 71
- 1937 Feestlijke Ouverture voor de 20e verjaardag van de Oktoberrevolutie G-gr.t., opus 72
- 1941 Veldmarsch B-gr.t., opus 76 (later was het de: Overwinningsmarsch)
- 1943 Vijfentwentig jaar het rode leger Ouvertüre voor harmonieorkest, Eb-kl.t., opus 84
- 1944 De Overwinning ("Victory") Ouverture voor harmonieorkest, b-kl.t., opus 86a
- Ouverture dramatique

### Toneelmuziek

#### Opera's
| Voltooid in | titel                       | aktes           | première     | libretto                                                                                                 |
| ----------- | --------------------------- | --------------- | ------------ | --- |
| 1900        | Hemel en Aarde              | opera-oratorium |              | naar Lord Byron                                                                                          |
| 1923-1925   | Sjach-Senem, opus 69        | 4 aktes         | 1927, Bakoe  | Michail Petrovitsj Galperin en Jafar Jabbarly                                                            |
| 1940        | Lejli en Medsjnoen, opus 94 | 4 aktes         |              | S. Choersjid en M. Moechamedov naar een gelijknaamlijk gedicht van Ali-Shir Nava'i (1441-1501)           |
| 1942-1943   | Rachel, opus 81             | 1 akte          |              | Michail A. Boelgakov en Margarita I. Aliger naar een vertaling van Guy de Maupassant "Mademoiselle Fifi" |
| 1949        | Gjoelsara, opus 96          | 4 aktes         | 1949, Moskou | Komil Yashin en M. Moechamedov                                                                           |

#### Balletten
| Voltooid in | titel                                                                                     | aktes             | libretto | Choreografie |
| ----------- | ----------------------------------------------------------------------------------------- | ----------------- | --- | ------------ |
| 1912        | Chrisis, opus 65                                                                          | 3 aktes           | M. Mill |              |
| 1922        | De lente van de schapen; omgewerkt in 1930 tot Comedians, opus 68                         | 3 aktes en prolog | A.P. Petrovski naar een stuk van Lope de Vega (1562-1635) Fuente Ovejuna                                     |              |
| 1925        | Kleopatra, opus 78                                                                        | 1 akte            | V.I. Nemirovitsj-Dantsjenko en L.V. Baratov naar een gedicht van Aleksandr Sergejevitsj Poesjkin (1799-1837) |              |
| 1926-1927   | De klaproos, opus 70                                                                      | 3 aktes           | Michail I. Koerilko                                                                                          |              |
| 1948-1949   | De bronzen ruiter voor de 150e verjaardag van Aleksandr Sergejevitsj Poesjkin             | 4 aktes           | P. F. Abolimov naar het gelijknaamige gedicht van Aleksandr Sergejevitsj Poesjkin                            |              |
| 1951-1952   | Taras Boelba, opus 92, voor de 100e verjaardag van Nikolaj Vasiljevitsj Gogol (1809-1852) | 4 aktes           | |              |

#### Muziek voor Schouwspel
- 1946 Muziek voor het stuk "Farchad en Schirin" van Sämäd Vurgun, opus 85 – Russische tekst: T. Stresjnjova

### Cantates
- 1953 Roem van het Sovjet-leger cantate voor solisten, koor, verteller, symfonie- en harmonieorkest, opus 93, voor de 35e verjaardag van het Sovjet-leger – tekst: J. Belinski

### Kamermuziek
- 1898 Strijksextet Nr. 1 c-kl.t. opus 1
- 1899 Strijkkwartet Nr. 1 A-gr.t. opus 2
- 1902 Strijkoktet D-gr.t. opus 5
- 1904 Strijksextet Nr. 2 h-kl.t. opus 7
- 1904 Strijksextet Nr. 3 C-gr.t. opus 11
- 1905 Strijkkwartet Nr. 2 g-kl.t. opus 20
- 1927 Strijkkwartet Nr. 3 d-kl.t. opus 67
- 1943 Strijkkwartet Nr. 4 f-kl.t. opus 83
- Duos voor diverse instrumenten
- pianostukken: o.m. 25 preludes op. 30 (1907), 12 Esquisses, op. 47 (1909)

### Filmmuziek
- 1947 Alisjer Navoj Regie: Kamil Jarmatov

## Publicaties
- Vospominanija o S. Tanejeve. (Herinneringen aan S. Tanejev), Sovetskaja Muzyka. 1955, Nr. 7, S. 41-46.